# جزيرة هاف مون
جزيرة هاف مون هي جزيرة صغيرة تقع شمال جزيرة ليفينغستون في جزر جنوب شيتلاند التابعة لالمقاطعة البريطانية بالقارة القطبية الجنوبية.